# OM 469

L' OM 469 12/15 HP est une automobile produite par le constructeur milanais S.A. OM entre 1922 et 1934.

## Histoire
L'OM 469 fut le modèle OM le plus diffusé en Italie, grâce à sa fiabilité incomparable. Le châssis était d'une toute nouvelle conception avec des suspensions à lames et dispose de freins à tambour sur les quatre roues, une nouveauté remarquable par rapport aux standards de l'époque qui ne disposaient que de freins à bandages sur les seules roues arrière.
En 1930, la S.A. OM (devenue simplement OM en 1928), lance la seconde série avec un moteur dont la cylindrée fut portée de 1.496 à 1.680 cm³ développant une puissance passée de 30 à 40 Ch. Autre curiosité technique pour une voiture non sportive de l'époque était sa boîte de vitesses à 4 rapports avant plus marche arrière. Comme de coutume, le constructeur commercialisait le châssis motorisé à destination des carrossiers spécialisés. Plusieurs modèles de compétition ont remporté la Coupe des Alpes de 1922, le grand prix du Mugello et celui du Lac de Garde.
Cette voiture, très rare, est très recherchée par les collectionneurs qui ont fait grimper la cote des voitures.